# Чіді Одіа
Чуквуді «Чіді» Одіа (англ. Chukwudi "Chidi" Odiah; нар. 17 грудня 1983, Порт-Гаркорт) — нігерійський футболіст, захисник клубу «Юліус Бергер».
Дворазовий чемпіон Росії. П'ятиразовий володар Кубка Росії. Триразовий володар Суперкубка Росії. Володар Кубка УЄФА. 

## Клубна кар'єра
Вихованець футбольної школи клубу «Ігл Семент». Дорослу футбольну кар'єру розпочав 1998 року в основній команді того ж клубу, в якій провів один сезон, взявши участь у 28 матчах чемпіонату. 
Згодом з 2000 по 2004 рік грав у складі команд клубів «Юліус Бергер» та «Шериф».
Своєю грою за останню команду привернув увагу представників тренерського штабу клубу ЦСКА (Москва), до складу якого приєднався 2004 року. Відіграв за московських армійців наступні вісім сезонів своєї ігрової кар'єри. За цей час двічі виборював титул чемпіона Росії, ставав володарем Кубка Росії (чотири рази), володарем Суперкубка Росії (тричі), володарем Кубка УЄФА.
До складу клубу «Юліус Бергер» повернувся 2015 року.

## Виступи за збірну
2005 року дебютував в офіційних матчах у складі національної збірної Нігерії. 2010 року завершив міжнародну кар'єру.
У складі збірної був учасником Кубка африканських націй 2006 року в Єгипті, на якому команда здобула бронзові нагороди, чемпіонату світу 2010 року у ПАР, Кубка африканських націй 2010 року в Анголі, на якому команда здобула бронзові нагороди.

## Титули і досягнення
- Чемпіон Нігерії (1):

Брідж Бойз:  2000
- Чемпіон Молдови (4):

Шериф:  2000–01, 2001–02, 2002–03, 2003–04
- Володар Кубка Молдови (2):

Шериф:  2000–01, 2001–02
- Володар Суперкубка Молдови (1):

Шериф:  2003
- Чемпіон Росії (2):

ЦСКА (Москва):  2005, 2006
- Володар Кубка Росії (5):

ЦСКА (Москва):  2004–05, 2005–06, 2007–08, 2008–09, 2010–11
- Володар Суперкубка Росії (4):

ЦСКА (Москва): 2004, 2006, 2007, 2009
- Володар Кубка УЄФА (1):

ЦСКА (Москва):  2004–05
- Бронзовий призер Кубка африканських націй: 2006, 2010